# Mouvement progressiste d'Anguilla
Le Mouvement progressiste d'Anguilla (en anglais : Anguilla Progressive Movement ; abrégé en APM) est un parti politique anguillais fondé en 1979. 

## Historique
Le parti est fondé 1979 par Hubert Hughes sous le nom le Mouvement uni d'Anguilla (Anguilla United Movement, AUM) et, est rapidement rejoint par le Parti uni anguillais fondé en Ronald Webster après sa démission forcée du poste de Ministre en chef d'Anguilla en 1977.
Il remporte six sièges sur sept lors des élections de 1980 et Ronald Webster redevient alors Ministre en chef d'Anguilla. Cependant, la personnalité de Ronald Webster rend difficile la cohabitation, et ce dernier est exclu du parti en 1981 et Hubert Hughes en devient le seul chef.
En 2010, l'AUM remporte les élections avec quatre sièges sur sept et Hubert Hughes devient Ministre en chef d'Anguilla. 
Formation historique du système bipartisan d'Anguilla, le Mouvement uni d'Anguilla procède en 2019 à une refonte interne afin de se relever de son importante défaite subie lors des législatives d'avril 2015, qui voient le parti perdre l'intégralité de ses sièges. Il change alors de nom pour devenir le Mouvement progressiste d'Anguilla (APM).